# Zarys dziejów socjalizmu polskiego
Zarys dziejów socjalizmu polskiego – książka Adama Ciołkosza i Lidii Ciołkosz. Dzieło miało obejmować pięć tomów. Celem pracy było doprowadzenie historii polskiego socjalizmu  do czasów współczesnych. Książka stanowi cenny wkład do badań nad dziejami Wielkiej Emigracji. Tom pierwszy obejmuje trzydziestolecia między powstaniem listopadowym i styczniowym. Tom drugi obejmuje historię do roku 1872. Książka jest klasycznym studium z zakresu historii idei.